# تشافو غيريرو
تشافو غيريرو (بالإسبانية: Chavo Guerrero)هو مصارع مكسيكي ولد في إل باسو تيكساس في 20 أكتوبر 1970. هو ابن أخ المصارع المتوفي إدي غيريرو حاز على عدة بطولات في اتحاد أي سي دابليو.أغنية الدخول إلى الحلبة(chavito Ardiente).

## الحركات القاضية
- gory bomb
- .frog splash

## روابط خارجية
- تشافو غيريرو على موقع IMDb (الإنجليزية)
- تشافو غيريرو على موقع ميوزك برينز (الإنجليزية)
- تشافو غيريرو على موقع قاعدة بيانات الفيلم (الإنجليزية)
- تشافو غيريرو على موقع WrestlingData.com (الإنجليزية)
- تشافو غيريرو على موقع CageMatch worker (الإنجليزية)
- تشافو غيريرو على موقع قاعدة بيانات المصارعة على الإنترنت (الإنجليزية)
- تشافو غيريرو على موقع عالم المصارعة على الإنترنت (الإنجليزية)
- تشافو غيريرو على موقع عالم المصارعة على الإنترنت (الإنجليزية)